# 심수현 (농구 선수)
심수현(2003년 6월 20일 ~ )은 대한민국의 농구 선수이다. 한국여자프로농구(WKBL) 부산 BNK 썸 소속으로 포지션은 가드이다.

## 경력

### 신한은행 시절
2022년 9월에 열린 2022-2023 WKBL 신입선수 선발회에서 1라운드 전체 4순위로 인천 신한은행 에스버드에 지명되었다.

### BNK썸
2023년 9월 4일 2023-2024 시즌 드래프트를 앞두고 BNK썸으로 트레이드했다. 2라운드 2순위(전체 8순위) 지명권을 신한은행에게 넘겨줬다.